# Jewstafij Tatanaszwili
Jewstafij Zacharjewicz Tatanaszwili (ros. Евстафий Захарьевич Татанашвили, ur. 7 sierpnia?/20 sierpnia 1902 w miejscowości Citelkalaki koło Kaspi, zm. 30 września 1958 w Tbilisi) – radziecki generał major lotnictwa.

## Życiorys
Jesienią 1938 dowodził 45 pułkiem lotniczym, a od października 1938 do kwietnia 1940 11 pułkiem lotniczym, od kwietnia do 13 lipca 1940 był zastępcą dowódcy 42 Brygady Lotnictwa Myśliwskiego, a od 13 lipca do 8 sierpnia 1940 dowódcą 122 pułku lotniczego. Od 8 sierpnia 1940 do 27 marca 1941 był zastępcą dowódcy 11 Dywizji Lotniczej, od 27 marca do 18 września 1941 dowódcą 60 Dywizji Lotnictwa Myśliwskiego, od stycznia do maja 1942 zastępcą dowódcy 3 Rezerwowej Brygady Lotniczej ds. szkolenia lotniczego, a od maja do 29 lipca 1942 dowódcą 248 pułku lotnictwa myśliwskiego.
Na przełomie 1941/1942 walczył na Froncie Zachodnim, m.in. w bitwie pod Moskwą. Jako dowódca 234 Dywizji Lotnictwa Myśliwskiego (w składzie 16 Armii Powietrznej) walczył na Froncie Centralnym, Briańskim, Białoruskim i 1 Białoruskim, biorąc m.in. w walkach pod Kurskiem, w operacji orłowskiej, czernihowsko-prypeckiej, homelsko-rzeczyckiej, bobrujskiej, mińskiej, brzesko-lubelskiej, wiślańsko-odrzańskiej, pomorskiej i berlińskiej.
Od 29 lipca 1942 do lutego 1946 dowodził 234 Dywizją Lotnictwa Myśliwskiego. 19 sierpnia 1944 otrzymał stopień generała majora. Od lutego do lipca 1946 dowodził 288 Dywizją Lotnictwa Myśliwskiego, następnie pozostawał w rezerwie, od kwietnia 1947 do lipca 1948 był zastępcą dowódcy 181 Dywizją Lotnictwa Myśliwskiego, później do lipca 1953 pracował w Gruzińskiej SRR w Biurze Ochotniczego Towarzystwa Współpracy z Siłami Powietrznymi/Towarzystwa Współpracy z Siłami Powietrznymi, Armią i Marynarką. 